# Triepeolus atripes
Triepeolus atripes är en biart som beskrevs av Mitchell 1962. Triepeolus atripes ingår i släktet Triepeolus och familjen långtungebin. Inga underarter finns listade i Catalogue of Life.